# Alfons Versen
Alfons Versen (* 24. Februar 1913 in Istrup (Nordrhein-Westfalen); † 17. Januar 1944 in Pleskau (UdSSR)) war ein römisch-katholischer Geistlicher, Steyler Missionar und Opfer des Nationalsozialismus.

## Leben
Alfons Versen trat 1925 in das Missionshaus St. Xaver (heute: Gymnasium St. Xaver) in Bad Driburg ein und wechselte in das Missionshaus St. Michael in Steyl. Nach dem Abitur ging er 1933 in das Missionshaus St. Augustin in Sankt Augustin und wurde dort am 10. September 1939 zum Priester geweiht. Da der geplante Missionseinsatz im Fernen Osten am Kriegsausbruch scheiterte, wurde er Kaplan an der Kirche St. Gudula in Rhede. Wegen öffentlicher Kritik am Nationalsozialismus wurde er zum Militär eingezogen und nach verschärfter Grundausbildung in eine Strafkompanie nach Russland versetzt. Wegen heimlicher Ausübung seines Priesteramtes wurde er dort von Vorgesetzten misshandelt, worauf er beim Bataillon eine Klage einreichte. Auf dem Weg zur Verhandlung wurde er von Unbekannten ermordet.

## Gedenken
Die katholische Kirche hat Pater Alfons Versen als Blutzeugen aus der Zeit des Nationalsozialismus in das deutsche Martyrologium des 20. Jahrhunderts aufgenommen.